# Giacomo Perez-Dortona
Giacomo Perez-Dortona (La Seyne-sur-Mer, 11 novembre 1989) è un ex nuotatore francese, specializzato nella rana.

## Palmarès
- Mondiali

Barcellona 2013: oro nella 4x100m misti.
Kazan 2015: bronzo nella 4x100m misti.
- Mondiali in vasca corta

Doha 2014: argento nella 4x50m misti, bronzo nei 100m rana e nella 4x100m misti.
- Europei

Berlino 2014: argento nella 4x100m misti.
Londra 2016: argento nella 4x100m misti.
- Europei in vasca corta

Chartres 2012: oro nella 4x50m misti e bronzo nei 100m rana
Herning 2013: argento nei 50m rana.